# Arondismentul Tours
Arondismentul Tours (în franceză Arrondissement de Tours) este un arondisment din departamentul Indre-et-Loire, regiunea Centre-Val de Loire, Franța.

## Subdiviziuni

### Cantoane
- Cantonul Amboise
- Cantonul Ballan-Miré
- Cantonul Bléré
- Cantonul Chambray-lès-Tours
- Cantonul Château-la-Vallière
- Cantonul Château-Renault
- Cantonul Chambray-lès-Tours
- Cantonul Joué-lès-Tours-Nord
- Cantonul Joué-lès-Tours-Sud
- Cantonul Luynes
- Cantonul Montbazon
- Cantonul Montlouis-sur-Loire
- Cantonul Neuillé-Pont-Pierre
- Cantonul Neuvy-le-Roi
- Cantonul Saint-Avertin
- Cantonul Saint-Cyr-sur-Loire
- Cantonul Saint-Pierre-des-Corps
- Cantonul Tours-Centre
- Cantonul Tours-Est
- Cantonul Tours-Nord-Est
- Cantonul Tours-Nord-Ouest
- Cantonul Tours-Ouest
- Cantonul Tours-Sud
- Cantonul Tours-Val-du-Cher
- Cantonul Vouvray

### Comune
| 1. Ambillou (37002)                    | 2. Amboise (37003)                   | 3. Artannes-sur-Indre (37006)       | 4. Athée-sur-Cher (37008)                |
| 5. Autrèche (37009)                    | 6. Auzouer-en-Touraine (37010)       | 7. Azay-sur-Cher (37015)            | 8. Ballan-Miré (37018)                   |
| 9. Beaumont-la-Ronce (37021)           | 10. Berthenay (37025)                | 11. Bléré (37027)                   | 12. Le Boulay (37030)                    |
| 13. Braye-sur-Maulne (37036)           | 14. Brèches (37037)                  | 15. Bueil-en-Touraine (37041)       | 16. Cangey (37043)                       |
| 17. Cerelles (37047)                   | 18. Chambray-lès-Tours (37050)       | 19. Chanceaux-sur-Choisille (37054) | 20. Channay-sur-Lathan (37055)           |
| 21. Chançay (37052)                    | 22. Charentilly (37059)              | 23. Chargé (37060)                  | 24. Chemillé-sur-Dême (37068)            |
| 25. Chenonceaux (37070)                | 26. Chisseaux (37073)                | 27. Château-Renault (37063)         | 28. Château-la-Vallière (37062)          |
| 29. Cigogné (37075)                    | 30. Civray-de-Touraine (37079)       | 31. Cormery (37083)                 | 32. Couesmes (37084)                     |
| 33. Courcelles-de-Touraine (37086)     | 34. Courçay (37085)                  | 35. La Croix-en-Touraine (37091)    | 36. Crotelles (37092)                    |
| 37. Céré-la-Ronde (37046)              | 38. Dame-Marie-les-Bois (37095)      | 39. Dierre (37096)                  | 40. Druye (37099)                        |
| 41. Esvres (37104)                     | 42. La Ferrière (37106)              | 43. Fondettes (37109)               | 44. Francueil (37110)                    |
| 45. Les Hermites (37116)               | 46. Hommes (37117)                   | 47. Joué-lès-Tours (37122)          | 48. Larçay (37124)                       |
| 49. Limeray (37131)                    | 50. Louestault (37135)               | 51. Lublé (37137)                   | 52. Lussault-sur-Loire (37138)           |
| 53. Luynes (37139)                     | 54. Luzillé (37141)                  | 55. Marcilly-sur-Maulne (37146)     | 56. Marray (37149)                       |
| 57. La Membrolle-sur-Choisille (37151) | 58. Mettray (37152)                  | 59. Monnaie (37153)                 | 60. Montbazon (37154)                    |
| 61. Monthodon (37155)                  | 62. Montlouis-sur-Loire (37156)      | 63. Montreuil-en-Touraine (37158)   | 64. Monts (37159)                        |
| 65. Morand (37160)                     | 66. Mosnes (37161)                   | 67. Nazelles-Négron (37163)         | 68. Neuillé-Pont-Pierre (37167)          |
| 69. Neuillé-le-Lierre (37166)          | 70. Neuville-sur-Brenne (37169)      | 71. Neuvy-le-Roi (37170)            | 72. Noizay (37171)                       |
| 73. Notre-Dame-d'Oé (37172)            | 74. Nouzilly (37175)                 | 75. Parçay-Meslay (37179)           | 76. Pernay (37182)                       |
| 77. Pocé-sur-Cisse (37185)             | 78. Pont-de-Ruan (37186)             | 79. Reugny (37194)                  | 80. La Riche (37195)                     |
| 81. Rillé (37198)                      | 82. Rochecorbon (37203)              | 83. Rouziers-de-Touraine (37204)    | 84. Saint-Antoine-du-Rocher (37206)      |
| 85. Saint-Aubin-le-Dépeint (37207)     | 86. Saint-Avertin (37208)            | 87. Saint-Branchs (37211)           | 88. Saint-Christophe-sur-le-Nais (37213) |
| 89. Saint-Cyr-sur-Loire (37214)        | 90. Saint-Genouph (37219)            | 91. Saint-Laurent-de-Lin (37223)    | 92. Saint-Laurent-en-Gâtines (37224)     |
| 93. Saint-Martin-le-Beau (37225)       | 94. Saint-Nicolas-des-Motets (37229) | 95. Saint-Ouen-les-Vignes (37230)   | 96. Saint-Paterne-Racan (37231)          |
| 97. Saint-Pierre-des-Corps (37233)     | 98. Saint-Roch (37237)               | 99. Saint-Règle (37236)             | 100. Saint-Étienne-de-Chigny (37217)     |
| 101. Saunay (37240)                    | 102. Savigné-sur-Lathan (37241)      | 103. Savonnières (37243)            | 104. Semblançay (37245)                  |
| 105. Sonzay (37249)                    | 106. Sorigny (37250)                 | 107. Souvigny-de-Touraine (37252)   | 108. Souvigné (37251)                    |
| 109. Sublaines (37253)                 | 110. Tours (37261)                   | 111. Truyes (37263)                 | 112. Veigné (37266)                      |
| 113. Vernou-sur-Brenne (37270)         | 114. Villandry (37272)               | 115. La Ville-aux-Dames (37273)     | 116. Villebourg (37274)                  |
| 117. Villedômer (37276)                | 118. Villeperdue (37278)             | 119. Villiers-au-Bouin (37279)      | 120. Vouvray (37281)                     |
| 121. Véretz (37267)                    | 122. Épeigné-les-Bois (37100)        | 123. Épeigné-sur-Dême (37101)       |                                          |